# 2022年巴格达冲突
2022年巴格达冲突是指在穆克塔达·萨德尔宣布退出政坛后，在萨德尔的支持者与亲伊朗势力之间爆发的一场内部冲突。此次冲突发生于大阿亚图拉迪姆·哈埃里辞职之后，哈埃里是萨德尔运动在伊朗地区的领导人，惟萨德尔认为这并非出自其本意。  该冲突被认为是该国自2017年击败伊斯兰国以来面临的最严重的危机，自那以后伊拉克一直保持相对稳定。 冲突造成至少30人死亡、700多人受伤，其中包括110名安全部队成员。

## 背景
两个什叶派团体之间的紧张关系始于2021年议会选举中伊朗支持的什叶派集团在席位上输给了反对伊朗的萨德尔运动团体，两个什叶派团体之间关系开始紧张。 尽管萨德尔在选举中赢得最多席位，但未能组建政府，最终于2021年6月将其政治集团从议会中撤出。 随后，伊朗支持的集团试图组建政府，引起了萨德尔派在议会外的抗议。 萨德尔派人士还呼吁解散议会并提前举行选举。

## 冲突
2022年8月29日，在穆克塔达·萨德尔宣布退出政坛数小时后，萨德尔的支持者和亲伊朗人士在伊拉克巴格达发动暴力抗议。 伊拉克政府在冲突中基本保持中立。 萨德尔的支持者冲进了绿区的共和国宫，据报道还进入了游泳池。 当地时间8月29日15时30分，巴格达当局宣布实行宵禁。 同日，萨德尔宣布将进行绝食抗议，直至抗议者停止暴力活动。 
夜幕时分，民兵向绿区发射了几枚火箭弹，冲突加剧。据报道，美国驻巴格达大使馆的美国反火箭火炮迫击炮系统也发出了报警信号。 次日早上，伊拉克安全部队将抗议者驱赶出共和宫，并关闭政府办公室。  也有报道指三方进行了谈判。当天稍后，开始有更多抗议者加入武装对抗。 
冲突于 8 月 30 日结束，萨德尔要求其支持者进行“和平革命”并离开绿区。 他表示自己不想成为暴力革命的一分子，也不希望自己的手上沾满伊拉克人的鲜血。 他对伊拉克安全部队在冲突期间保持公正表示感谢。 在萨德尔发表讲话后，亲伊朗的胡什德民兵组织领导人哈迪·阿米里发表声明，呼吁各方进行对话。
据报道，伊拉克各地都发生了抗议活动，包括巴士拉、济加尔、米桑和穆萨纳省。

## 回应
联合国伊拉克援助团称事态发展是“极其危险的升级”，呼吁各方“避免采取可能导致一系列不可阻挡的事件的行动”。 
美国国家安全委员会发言人约翰·柯比表示，“安全、稳定和主权不应受到威胁……我们敦促各方保持冷静，停止使用暴力并寻求和平的解决途径。”